# Parkraemeria ornata
Parkraemeria ornata és una espècie de peix de la família dels gòbids i de l'ordre dels perciformes.

## Morfologia
- Els mascles poden assolir 4 cm de longitud total.[1][2]

## Hàbitat
És un peix marí, de clima subtropical i demersal.

## Distribució geogràfica
Es troba a les Illes Ryukyu i Austràlia.

## Observacions
És inofensiu per als humans.